# OFK Kikinda
Maillots
Dernière mise à jour : 9 juin 2025.
Le Omladinski Fudbalski Klub Kikinda (en serbe : Омладински Фудбалски Клуб Кикинда), plus couramment abrégé en OFK Kikinda, est un club serbe de football fondé en 1909 et basé dans la ville de Kikinda.

## Palmarès
| Compétitions nationales | Anciennes compétitions |
| ----------------------- | --- |
|                         | - Championnat de Serbie-et-Monténégro D2 : - Vice-champion : 1994-95. - Championnat de Yougoslavie D2 : - Vice-champion : 1977-78. |

## Personnalités du club

### Présidents du club
- Željko Bodrožić

### Entraîneurs du club
- Milutin Šoškić (1977)
- Boško Karanović

### Anciens joueurs du club
| - Mladen Krstajić - Iosif Rotariu - Dragan Žilić - Dimitrije Injac - Vladimir Mudrinić | - Božidar Sandić - Blagoje Paunović - Predrag Jokanović - Milorad Bešlin - Ratko Dujković | - Dražen Filipović - Anđelko Crnomarković - Goran Trifković |